# Flore Gravesteijn
Flore Gravesteijn (ur. 26 kwietnia 1987 w Gouda) – holenderska siatkarka, grająca na pozycji przyjmującej. Od sezonu 2018/2019 występuje w drużynie Sliedrecht Sport.

## Sukcesy klubowe
Mistrzostwo Holandii:
- 2019
- 2010
- 2009

Puchar Niemiec:
- 2011[3]

Mistrzostwo Belgii:
- 2013

Mistrzostwo Francji:
- 2015